# 鵜澤静
鵜澤 静（うざわ しずか、1946年1月30日 - ）は、日本の実業家。日清紡ホールディングス社長・会長、日本紡績協会会長、日本政策金融公庫取締役、新日本無線取締役、サッポロホールディングス取締役、ニチレイ取締役などを歴任。

## 人物
千葉県出身。多古町立多古中学校、千葉県立匝瑳高等学校を経て、1969年一橋大学商学部卒業、同年日清紡績入社。経理部門を長く歩み、1992年日清紡績経理本部財務部財務課長、1996年同財務部会計課長、1997年同経理部長兼財務部長、2001年同取締役経理本部長、2004年同常務取締役経理本部長、2006年同取締役常務執行役員総務本部長兼経理本部長、2007年同取締役専務執行役員紙製品事業本部長兼経理本部長、2008年取締役専務執行役員事業支援センター長兼紙製品事業本部長。2004年からはCHOYA監査役、2009年からは日清紡ペーパープロダクツ代表取締役社長も務めた。
2009年4月に発足した持株会社、日清紡ホールディングスの代表取締役社長に就任。千葉県や、愛知県岡崎市に新工場を作り、太陽電池事業や、燃料電池のセパレーターなどの生産に力を入れ、環境分野での拡大を目指す。またコンチネンタルとの合弁会社のコンティネンタル・オートモーティブに、コンチネンタルの先端技術を投入するとの合意を得て、日本、韓国、中国での事業拡大を図る一方、傘下の日清紡メカトロニクスが子会社の日本高分子株式会社を吸収合併するなどの子会社再編や、日本からインドネシアへの綿紡績生産拠点の移転、日本市場での競合が生じていた中国のアパレル大手雅戈尓集団への出資の解消などリストラも進めた。
2010年には繊維事業の低迷を受け、「離れ島に繰り出す」と述べ、「事業の連続性にこだわらない」と宣言。エレクトロニクスに主力事業を移すため、TOBにより日本無線を連結子会社化。2011年にはブレーキ摩擦材メーカーTMDを買収し、ブレーキ摩擦材シェアで、フェデラル・モーグルや曙ブレーキを抜き世界トップとなった。2012年日本紡績協会会長。
2013年社長を退任し、日清紡ホールディングス代表取締役会長に就任。2013年6月から日本無線株式会社取締役、2013年10月から株式会社日本政策金融公庫取締役、2014年新日本無線株式会社取締役、2015年サッポロホールディングス取締役、2016年日清紡ホールディングス相談役及びニチレイ取締役。長野日本無線株式会社取締役、日本紡績協会会長、公益社団法人中小企業研究センター顧問、国立大学法人一橋大学経営協議会委員、社団法人日本経済団体連合会理事なども務める。
2017年、日本企業各社で相談役が廃止されていく中、日清紡ホールディングスでも相談役が廃止されることとなり、「最後の相談役」としてNHKの取材を受け、相談役室で子会社の改善策について役員の相談を受ける様子などが放送された。